# Droga wojewódzka 117
Die Droga wojewódzka 117 ist eine Woiwodschaftsstraße in der Woiwodschaft Großpolen. Sie verläuft von West nach Ost von der Ortschaft Ostroróg über die Dörfer Kluczewo, Pęckowo und Dobrogostowo nach Obrzycko. Bis Kluczewo teilweise als Allee erhalten führt die  insgesamt elf Kilometer lange Straße durch landwirtschaftlich geprägtes Gebiet und kreuzt in Pęckowo die Bahnstrecke Szamotuły–Wronki.